# FBA Type S
Les FBA Type S est un avion militaire de la Première Guerre mondiale, produit en France par le constructeur aéronautique Franco-British Aviation Company (FBA).